# Криворудский сельский совет (Семёновский район)
Криворудский сельский совет (укр. Криворудська сільська рада) — входит в состав Семёновского района Полтавской области Украины.
Административный центр сельского совета находится в с. Кривая Руда.

## Населённые пункты совета
- с. Кривая Руда